# Anomala xanthoptera
Anomala xanthoptera är en skalbaggsart som beskrevs av Blanchard 1851. Anomala xanthoptera ingår i släktet Anomala och familjen Rutelidae. Inga underarter finns listade i Catalogue of Life.